# Radex

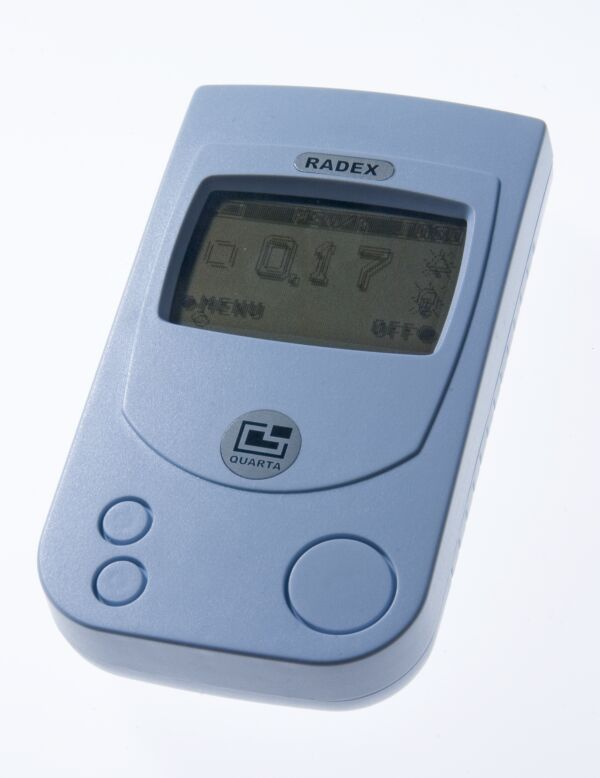
Radex RD1503

Radex est une marque de la société russe Quarta-Rad dont le siège se trouve à Moscou.
Les modèles Radex RD8901, RD1212, RD1503 et RD1706 sont des compteurs Geiger équipés d’un tube Geiger Müller sensible aux rayonnements bêta et gamma. Selon la notice de l'appareil, un bruit est émis à chaque ionisation dans le tube pour détecter des sources radioactives. C'est pourquoi la cadence des bips augmente avec la radioactivité.
En mars 2011, à la suite de l'accident nucléaire de Fukushima, de nombreux Français ont voulu s'équiper de compteurs Geiger de type Radex.